# Kadeau Bornholm
 Ikke at forveksle med Kadeau København.
Kadeau Bornholm er en dansk restaurant ved kysten til Østersøen umiddelbart syd for Pedersker på Bornholm. Den har siden februar 2016 haft én stjerne i Michelinguiden. Den blev åbnet 2007, og fra 2011 har den kun haft åben i højsæsonen på øen.
I slutningen af marts 2020 blev Kadeau-koncernen erklæret konkurs, som følge af den verdensomspændende coronapandemi, som i Danmark havde betydet, at restauranter skulle lukke i en periode, for at begrænse smitten.

## Historie
De bornholmske barndomsvenner, køkkenchef Nicolai Nørregaard og sommelier Rasmus Kofoed, indviede i foråret 2007 restauranten i den gamle Strandpavillon på stranden i Sømarken umiddelbart syd for Pedersker. Stedet fik hurtigt gode anmeldelser af landspressen og megen omtale. Da de to grundlæggere i mellemtiden havde fået børn og var flyttet med familien til København, valgte de fra efteråret 2011 at Kadeau i fremtiden kun skulle have åben i sommerperioden, og at de fremover ville drive den nyåbnede Kadeau København resten af året.
Når restauranten har åben, er alt personalet flyttet fra København til Sydbornholm, hvor de bliver indkvarteret på restaurantens eget personalehotel.
I februar 2016 fik Kadeau Bornholm for første gang en Michelin-stjerne, hvilket var en stor overraskelse for ejerne. Det skete efter at restauranten i København siden 2012 havde haft én. I 2017 og 2018 blev stjernen fornyet.
På listen over de 200 bedste restauranter i Europa for 2016 blev Kadeau Bornholm valgt som nr. 23.